# Francesc Dalmau i Faura
Francesc Dalmau i Faura (Manresa, 4 de juliol de 1810 - Vila de Gràcia, Barcelona, 7 de desembre de 1886) va ser un científic òptic, però generalment va destacar en el camp de la Història de la Ciència i la Tecnologia ja que va fer arribar el telèfon i el fonògraf als Països Catalans, i juntament amb Tomás Dalmau el primer gramòfon de dinamo. Després de 30 anys treballant com a òptic i sent considerat el primer òptic modern de la ciutat de Barcelona, en la seva tenda a més de vendre ulleres, oferia espectacles cinematogràfics.
En el camp de l'òptica, Dalmau va participar activament en exposicions amb l'afany de difondre les teories d'higiene per a la prevenció i conservació de la vista.
Mentre en el camp científic i tecnològic, es va interessar per la tecnologia de la fotografia, tant per les caixes òptiques i les llanternes, com les fotografies estereoscòpiques i va desenvolupar la tècnica d'aplicació de la llum elèctrica a la fotografia.

## Vida
Francesc Dalmau i Faura, neix a Manresa el 4 de juliol de 1810, fill del músic Ventura Dalmau i Josefa Faura.
Amb 22 anys, el 1832, es trasllada a Barcelona i treballa com a professor de cant i guitarra.
En la parròquia Santa Maria del Pi, el 12 d'abril de 1834, contrau matrimoni amb la seva dona, María García y Vizoso. Ella era provinent de San Martín do Porto (La Coruña), el retirat coronel Domingo de Mosteyrín, era el seu padrí. Aquest va deixar escrit en el seu testament, que gràcies als cuidats proporcionats per la parella, els deixava tot el que tenia en la seva habitació i en concret a Maria, una pensió vitalícia de 1.200 reals anuals, per la casa heretada anteriorment en el carrer de la Ciutat, número 8, on posteriorment Francesc Dalmau obriria la seva primera botiga d'òptica, al 1839.
El 1839, com s'ha dit abans, va obrir el seu primer establiment òptic al carrer de la Ciutat nº 8, que fins aquell moment no en constava cap altre de Barcelona. Gràcies a la premsa, es va donar a conèixer la nova professió d'òptic. Així doncs, es converteix en el primer òptic modern de la ciutat, es torna un dels referents i en poc temps els seus productes es troben en exposicions industrials, certàmens nacionals i fires internacionals amb les quals aconseguia renom de qualitat.
Al mateix any (1839), va néixer el seu primer fill, batejat com Tomás Francesc de Paula, Joseph i el 1841, el segon, Eduard Baltasar Tomas de Villanueva.
El 1843, anuncien una nova activitat en el negoci, els espectacles òptics. La botiga combinava articles que fins aquell moment havia venut amb anterioritat com ulleres, telescopis, lupes i microscopis, amb llanternes màgiques, calidoscopis, caixes òptiques, zoòtrops i estereoscopis. Juntament amb el "cosmorama històric", que va provocar una gran expectació entre els clients i els visitants que observaven l'aparador.
Al cap de poc, el 1844, afegeix espectacles de llanterna màgica, fantasmagoria i "dissolving views". El seu establiment es va posar de moda durant els anys 1844 i 1848. Els espectacles mostraven quadres de fantasmagoria i vistes de cosmorama acompanyades per música; sessions d'hora i mitja que es definien com espectáculo óptico o sea cosmorama y fantasmagoría.
L'any 1848 trasllada la botiga al carrer Ferran VII núm. 51, un edifici amb tres portes que representava els serveis que oferia en el seu negoci, en una sala que es coneixia amb el nom de el gabinete óptico del Sr.Dalmau. La botiga, el taller i el gabinet òptic, on es duien a terme els espectacles. Els seus espectacles es van tornar tan famosos, que aconsegueix participar en l'Exposició Industrial de Barcelona el 1850, exposant aparells òptics i diverses caixes òptiques.
El 1855 Dalmau s'associa amb el físic Ramon Rosselló i Maspons, amb el qual introdueix espectacles de física recreativa, aparells mecànics, hidràulics i elèctrics. Transformant així el gabinet en òptic i fisico-mecànico dels senyors Dalmau i Rosselló. Tot i que aquesta relació dura únicament 4 anys.
El 1881, Francesc Dalmau es jubila, quedant el seu fill Tomàs Dalmau al capdavant de l'empresa familiar i crea la Societat Espanyola d'Electricitat.
Francesc Dalmau i Faura, mor el 7 de desembre de 1886 a l'edat de 76 anys.

## Espectacles òptics
Com ja hem comentat, al llarg de la seva vida, en Francesc Dalmau va fer un seguit d'obertures i introduccions de noves activitats a la ciutat de Barcelona, que van causar sensació entre els habitants i visitants. Algunes d'aquestes activitats i espectacles, són els següents:

### Cosmorama històric
Dalmau obre el cosmorama històric el 1843, després de l'èxit que va causar a París.
Era una sala bastida amb un doble mur, on es disposaven una sèrie de lents d'augments a mitjançant les quals els espectadors podien observar paisatges i vistes urbanes, amb una nitidesa, color i profunditat increïble.
El cosmorama històric de Dalmau, es podia visitar cada dia de les 7 de la tarda fins a les 10 de la nit. Tenia 8 imatges de punts de vista diferents que són els següents:
- La destrucció del foro romà.
- Ruïnas del Colisseu.
- La villa real de Nàpols.
- El palau de Madrid de nit.
- La plaça de la Concordia de Paris
- El Palau Real de Paris
- El palau de Versalles.

### Viatges virtuals
Una de les atraccions més populars en els espectacles d'en Dalmau, van ser les vistes òptiques o viatges virtuals. Els quals es podien veure monuments i ciutats i com en aquests es feia fosc o de dia i/o apareixien personatges. Aquests a més eren de molts indrets del món, el que va oferir als clients tenir la sensació de viatjar.
Les Vistes òptiques es popularitzen a mitjans del segle xviii, aquestes havien de ser vistes mitjançant un aparell òptic, com un zograscopi o caixa òptica, que contenia una lent que ampliava la perspectiva per apreciar els efectes visuals com ara bé canviar del dia a la nit, aparició de figures, canvis d'escena, etc.

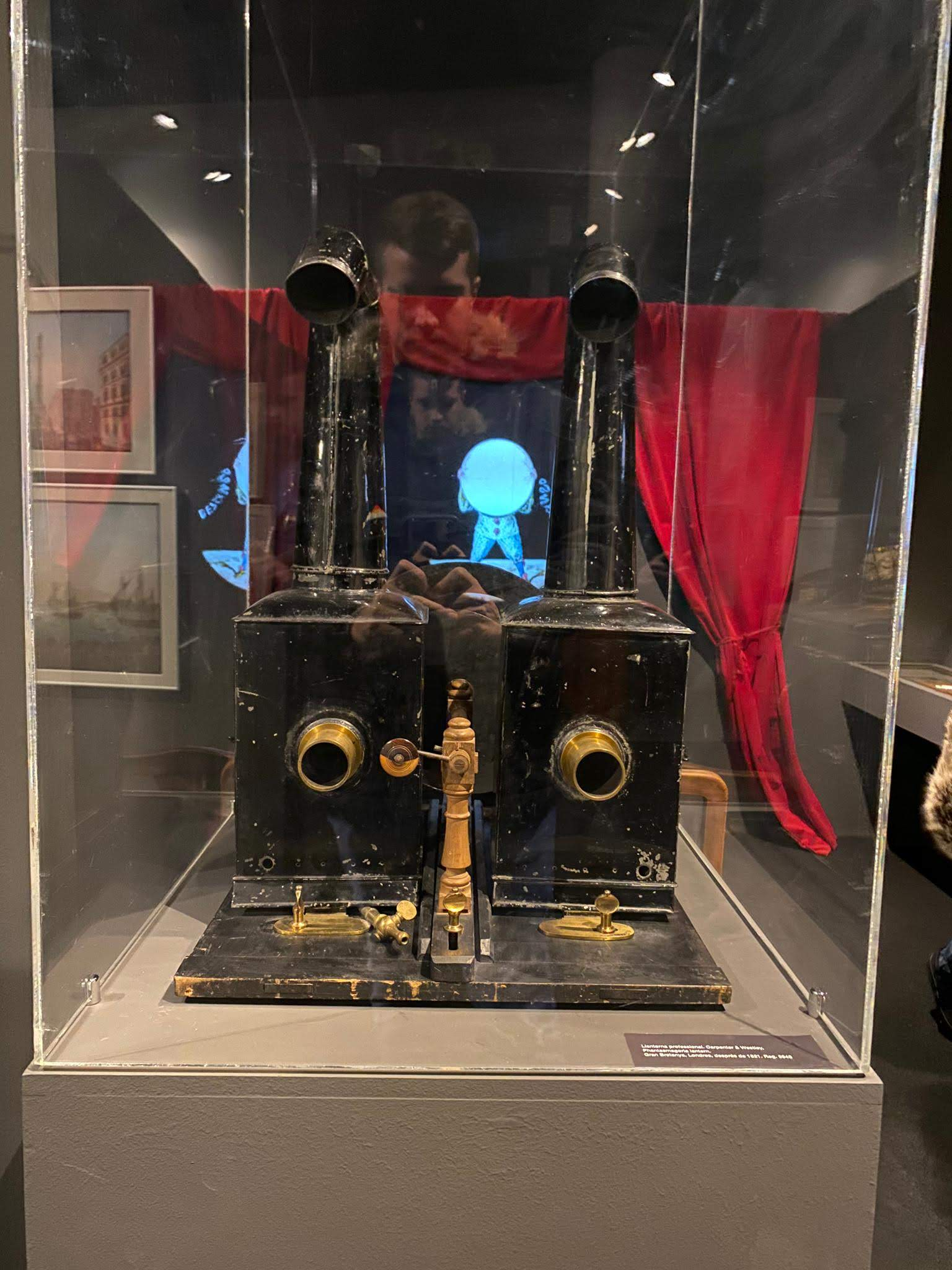
Aparell de fantasmagories

L'artista Onofre Alsamora, va crear una sèrie de vistes òptiques "Viatge òptic per Espanya", que en Dalmau oferia per vendre en la seva botiga.
El principal atractiu dels clients, era poder tenir la sensació de viatjar per llocs com Roma, Rio de Janeiro o Istanbul, per així destacar els monuments més famosos del món, per això anava renovant el material constantment. Amb la modernització dels aparells i dispositius com l'estereoscopi, va crear les vistes òptiques bastant-se en esdeveniments d'actualitat, a manera de notícies, diari il·lustrat, mostrava escenes de batalles i fets bèl·lics importants com la guerra de Crimea i la guerra d'Àfrica.
El 1945, gràcies al llanternista Henry Landon Childe, que va crear les "dissolving views", que consistien en utilitzar una llanterna amb 2 objectius, per així les imatges projectades, apareixeissin successivament una darrera l'altra, mentre una s'enfosquia, l'altra poc a poc anava guanyant lluminositat, creant un efecte de fos encadenat. Efecte que permetia, per exemple fer aparèixer un arc de Sant Martí, per després fer venir una nevada i fer-se fosc. Això va ser introduït per Dalmau amb escenes de l'òpera "Robert le diable".

### La Llanterna Màgica[10]
Incorpora aquest espectacle el 1844, després d'haver remodelat i adequat l'espai del seu local, per fer-lo més còmode i possible l'espectacle. Per entrar a la nova sala, primer els espectadors havien de creuar el passadís on es trobava el Cosmorama històric, arribaven a una sala a les fosques on es veurien la sessió de fantasmagoria. La llanterna màgica estava instal·lada a darrere el públic i a la paret d'enfront d'aquest, les figures apareixen, es desplaçaven i dissolien. Això era acompanyat amb música, que gràcies als coneixements d'en Dalmau, va introduir peces amb òrgans, violins i guitarres.
Les seves sessions de fantasmagoria, eren anunciades per tota la ciutat amb cartells informatius del que podrien veure, durant la sessió. Aquestes duraven aproximadament una hora o una hora i mitja.
Algunes de les escenes que es podien veure eren les següents:
- Aparició de fantasmes
- El dimoni infla panxes
- L'àngel jardiner
- El cap de Medusa
- El dimoni delator
- La mort en vestit d'estiu
- Transformació d'una nimfa
- El xinès ballarí
- Un monstre
- La fetillera
- La mort obrint la seva tomba
- L'amor, la bogeria i el diable

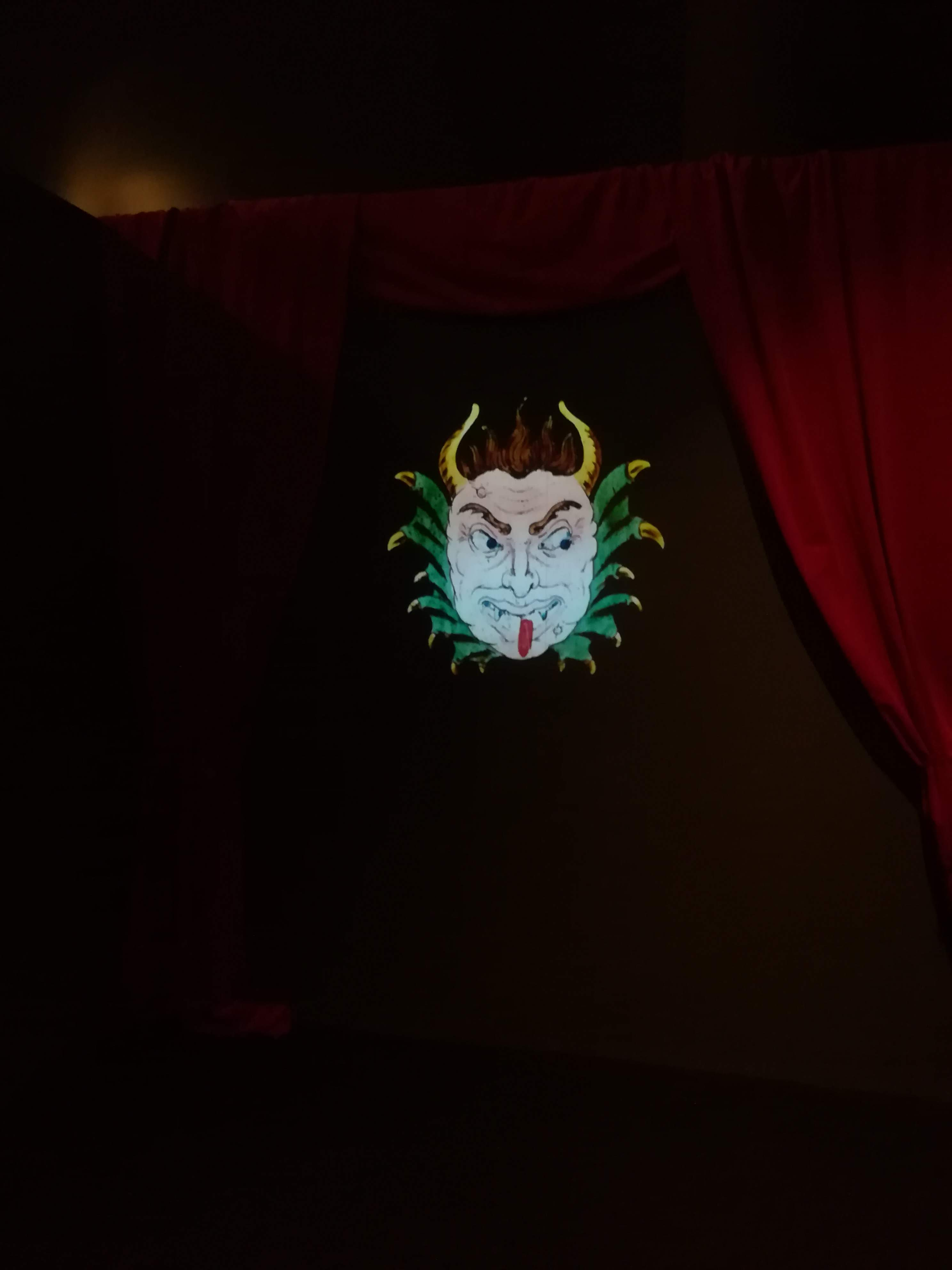
Espectacle de llanterna màgica

- La tomba de Napoleó a la capella de Sant Jordi dels invàlids

Acostumava a haver-hi 8 d'aquests en cada sessió, alguns eren animats, com el mico ballarí o el dimoni infla panxes. Usualment anaven acompanyats de música, com la flauta i el piano que ajudaven a intensificar les emocions de les sessions.

## Fotografia estereoscòpica
En la seva botiga de la rambla del Centre, núm. 9, el 1853, introdueix un dels primers tallers de fotografia estereoscòpica a tot Espanya, sent el "poliesteroscopi binocular animat" un altre espectacle més del gabinet òptic, a més d'oferir a tots els que volguessin poder adquirir un retrat en relleu. Així Barcelona va ser una de les primeres ciutats en tot Espanya a poder apreciar els efectes d'aquesta fotografia. Les imatges dels estereoscopis a part de ser tridimensionals, també presentaven efectes de llum i color que creaven una il·lusió que va agradar molt als clients.

## L'electricitat
El 1855 Dalmau s'associa amb el físic Ramon Rosselló i Maspons, amb el qual introdueix espectacles de física recreativa, aparells mecànics, hidràulics i elèctrics. Transformant així el gabinet en òptic i fisico-mecànic. Amb aquesta associació, importen i fabriquen instruments científics que s'estaven presentant a Europa com a instruments d'astronomia, nàutica, òptica, elèctrics i electromagnètics. Poc va durar la relació entre ells dos, ja que el 1960 cadascú tenia establiments diferents.
El 1872, crea la societat de "Francisco Dalmau e Hijo", amb la qual importen la primera màquina de Gramme, el 1874, Així van mirar d'aplicar la llum a alguns establiments de la ciutat. El 1875, adquireixen la patent per cinc anys i inicien la seva pròpia producció de dinamos.
El 1877, Francesc Dalmau, s'interessa per la patent de Bell, aconseguir dos parells de telèfons per a l'Escola d'Enginyers Industrials de Barcelona. A dins de l'escola fan diverses proves telefòniques juntament amb l'enginyer gironí Narcís Xifra i Masmitjà. Aquest mateix any participen en l'Exposició Industrial Catalana.
Un any després, el 1878, introdueixen el primer telèfon a Barcelona, i fan les primeres demostracions amb la presentació del fonògraf d'Edison a l'Ateneu Lliure de Catalunya, el 12 de setembre. El 26 de desembre estableixen la primera trucada a llarga distància, juntament amb Narcís Xifra, aquesta es va fer entre Barcelona i Girona.
Gràcies al creixement en innovacions elèctriques i tecnològiques, el 1881, creen una companyia telefònica. La Societat Espanyola d'Electricitat, amb l'objectiu de construir una central per a poder subministrar electricitat als establiments de la ciutat i la fabricació i venda d'aparells i altres aplicacions per a la llum elèctrica. Tot i que les primeres aplicacions van anar dirigides a cablejar els carrers de Barcelona.